# Roy Kim
Kim Sang-woo (né le 3 juillet 1993), mieux connu sous le nom de Roy Kim, est un auteur-compositeur-interprète et animateur de radio sud-coréen. Il a entamé sa carrière dans la chanson après sa victoire dans Superstar K4, diffusé sur Mnet. Kim, qui est en licence à l'Université de Georgetown, qui étudiait initialement les sciences de gestion, a plus tard annoncé se réorienter dans la sociologie,,.
Kim a officiellement débuté avec la sortie de son premier album studio, Love Love Love (2013). L'album a donné naissance à deux singles, en particulier "Bom Bom Bom" qui est devenue la 4e chanson avec le plus de succès cette année-là en Corée du Sud. Après le succès de l'album, Kim a remporté le trophée de Meilleur nouvel artiste lors des Mnet Asian Music Awards 2013 et des Golden Disk Awards 2014,.
Depuis ses débuts, Kim a sorti trois albums studio et deux singles qui ont occupé la 1re place du Gaon Music Chart. En plus de sa propre carrière musicale, l'artiste a également pris part à des bandes-son pour des dramas tels que Reply 1994, Pinocchio, Twenty Again et Another Oh Hae-young,,. Depuis août 2017, Kim a vendu plus de 12 millions d'unités digitales en Corée du Sud.

## Jeunesse et carrière
Roy Kim, de son vrai nom Kim Sang-woo, est né à Séoul en Corée du Sud le 3 juillet 1993. Sa mère est artiste et son père, Kim Hong-taek, est vice-président de l'Université Hongik et ancien CEO de la Seoul Takju Manufacturers Association.
Durant ses années de primaire, Kim reste au Canada, puis va ensuite s'installer à Asheville en Californie du Nord aux États-Unis, où il obtient son diplôme en 2012.
En 2012, au cours de son année sabbatique avant d'entrer à l'université, Kim postule à Superstar K4 (l'équivalent coréen de la Nouvelle Star), où il a été couronné le vainqueur final de l'émission, parmi plus de 2 millions de candidats. Il a débuté en tant que chanteur en se produisant aux Mnet Asian Music Awards 2012.
En 2013, Kim intègre l'Université Georgetown dans Washington, D.C. pour sa première année, puis retourne en Corée du Sud pour faire un nouvel album et une tournée. En janvier 2015, sa deuxième année se concentre sur les sciences de la gestion, tout en continuant d'alterner études et musique. En mai 2016, toujours en deuxième année, il décide de se réorienter en sociologie; il trouve que ce domaine qui l'aide à comprendre la nature humaine et son comportement "est utile pour l'écriture".
Kim s'est produit aux Hito Music Awards (en) 2015 à Taïwan, devenant le premier artiste étranger à être invité à cette cérémonie, depuis leur création en 2003. Au cours de celle-ci, Kim a reçu le trophée d'Artiste étranger favori.
Jung Yoon-hye, qui est membre du girl group Rainbow, est la cousine de Kim.

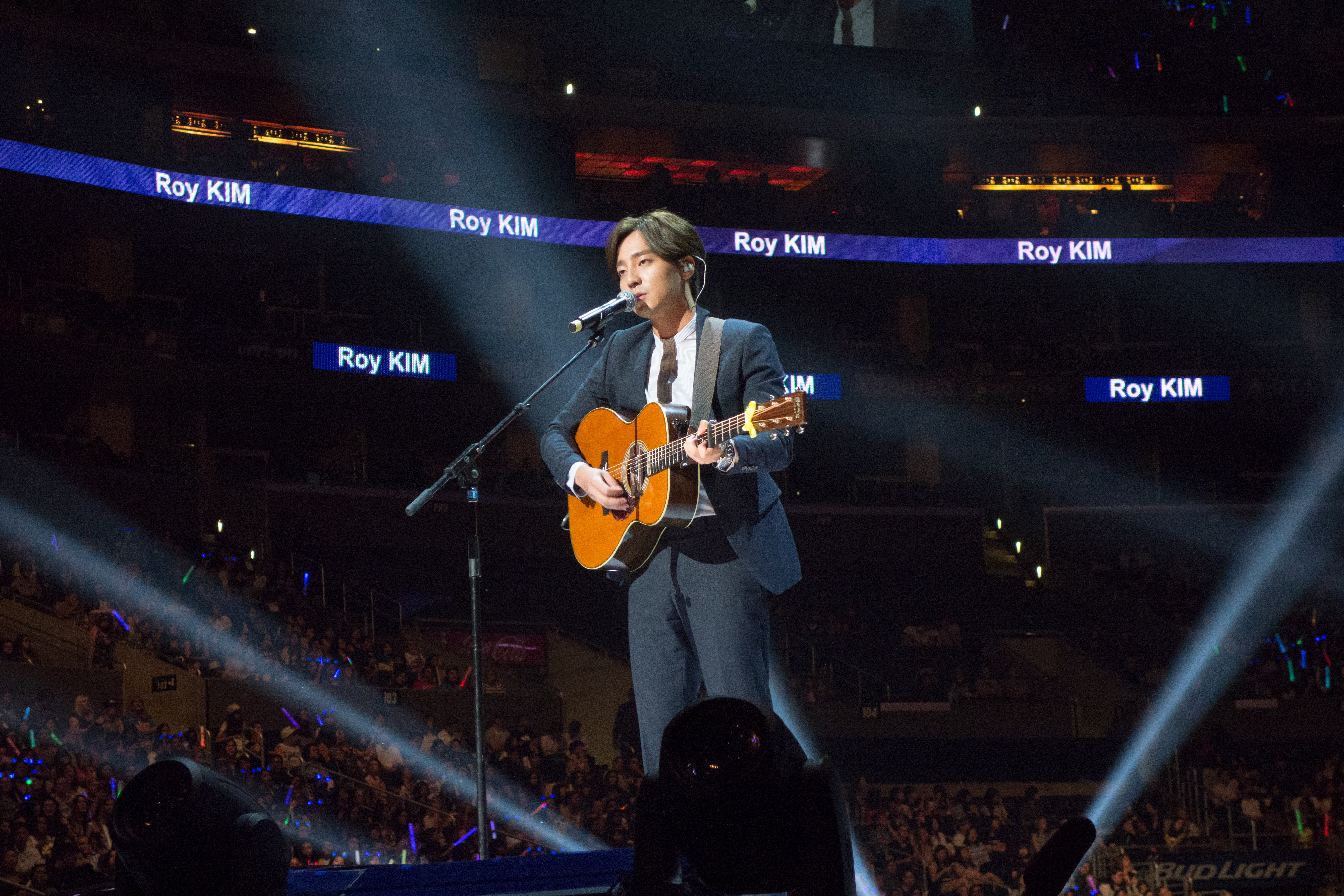
Kim au KCON 2015

## Discographie
- Love Love Love (2013)
- Home (2014)
- The Great Dipper (2015)
- Blooming Season (2017)
- And (그리고) (2022)

## Concerts et tournées

### Artiste principal
| Année                  | Titre                                              | Pays                | No. de concerts     | Réf.                |
| Tournées nationales    | Tournées nationales                                | Tournées nationales | Tournées nationales | Tournées nationales |
| ---------------------- | -------------------------------------------------- | ------------------- | ------------------- | ------------------- |
| 2013                   | 1st Concert Tour: Love Love Love                   | Corée du Sud        | 5                   | [ 21 ]              |
| 2014                   | Live Concert Tour: Home                            | Corée du Sud        | 6                   | [ 22 ]              |
| 2017                   | Live Concert Tour: "Blossom"                       | Corée du Sud        | 5                   |                     |
| Concerts spéciaux      |                                                    | Corée du Sud        |                     |                     |
| 2013                   | Mini Concert: Our Winter                           | Corée du Sud        | 2                   | [ 23 ]              |
| 2014                   | Mini Concert: Our Winter #2                        | Corée du Sud        | 2                   | [ 24 ]              |
| 2015                   | Year-End Concert: The Great Dipper                 | Corée du Sud        | 3                   | [ 25 ]              |
| 2016                   | Mini Concert: Comma                                | Corée du Sud        | 9                   | [ 26 ]              |
| 2016                   | Roy Kim Live in Taiwan                             | Taïwan              | 1                   | [ 27 ]              |
| 2016                   | Roy Kim Showcase 2 016 in Malaysia                 | Malaisie            | 1                   | [ 28 ]              |
| 2016                   | Year-End Concert: ROcumentarY                      | Corée du Sud        | 3                   | [ 29 ]              |
| Concerts collaboratifs |                                                    |                     |                     |                     |
| 2014                   | Someday in June (avec 10cm et Junggigo)            | Corée du Sud        | 1                   | [ 30 ]              |
| 2015                   | Someday Stage: Campus Blues (avec One More Chance) | Corée du Sud        | 2                   | [ 31 ]              |

### Participation
| Année                | Titre                                         | Pays                 | Réf.                 |                      |
| Concerts et tournées | Concerts et tournées                          | Concerts et tournées | Concerts et tournées | Concerts et tournées |
| -------------------- | --------------------------------------------- | -------------------- | -------------------- | -------------------- |
| 2012                 | G-Market Concert: StayG4                      | Corée du Sud         | [ 32 ]               |                      |
| 2012                 | Superstar K4 Top 12 Concert                   | Corée du Sud         | [ 33 ]               |                      |
| 2013                 | Superstar K5 All-Star Concert                 | Corée du Sud         | [ 34 ]               |                      |
| 2014                 | Superstar K6 All-Star Concert                 | Corée du Sud         | [ 35 ]               |                      |
| 2015                 | Global Citizen 2015 Earth Day                 | États-Unis           | [ 36 ]               |                      |
| 2016                 | Fever Festival Concert                        | Corée du Sud         | [ 37 ]               |                      |
| Festivals            |                                               |                      |                      |                      |
| 2013                 | Ansan Valley Rock Festival                    | Corée du Sud         | [ 38 ]               |                      |
| 2014                 | Soundberry Festa                              | Corée du Sud         | [ 39 ]               |                      |
| 2014                 | Delicious Music City: Chicken & Beer Carnival | Corée du Sud         | [ 40 ]               |                      |
| 2015                 | Seoul Jazz Festival (서울재즈페스티벌)        | Corée du Sud         | [ 41 ]               |                      |
| 2015                 | KCON                                          | États-Unis           | [ 42 ]               |                      |
| 2015                 | Someday Festival                              | Corée du Sud         | [ 43 ]               |                      |
| 2015                 | KCON Jeju                                     | Corée du Sud         | [ 44 ]               |                      |
| 2016                 | Beautiful Mint Life (뷰티풀 민트 라이프)      | Corée du Sud         | [ 45 ]               |                      |
| 2016                 | Red Carrat Music Festival                     | Corée du Sud         | [ 46 ]               |                      |
| 2016                 | Daegu Folk Festival                           | Corée du Sud         | [ 47 ]               |                      |
| 2016                 | My FM Dare Dare Come 2,0 Go!                  | Malaisie             | [ 28 ]               |                      |

## Radio
| Année | Station         | Titre                                     | Notes                                                           |
| ----- | --------------- | ----------------------------------------- | --------------------------------------------------------------- |
| 2013  | MBC FM4U        | Kim Shin-young's Hope Song at Noon (ko)   | Animateur temporaire avec Jung Joon-young (28 janvier - 3 mars) |
| 2013  | MBC FM4U        | Roy Kim and Jung Joon-young's Best Friend | 6 mai - 18 août,                                                |
| 2014  | MBC Standard FM | Younha's Starry Night (ko)                | Animateur temporaire (29 septembre - 5 octobre)                 |
| 2015  | MBC Standard FM | Jung Joon-young's Simsimtapa (ko)         | Animateur spécial (7 et 8 octobre)                              |
| 2015  | MelOn Radio     | RoyStar FM                                | 1er et 8 décembre,                                              |
| 2015  | KBS Cool FM     | K-Pop Planet                              | 13 décembre                                                     |
| 2016  | SBS Power FM    | Jang Ye-won (en)'s A Night like Tonight   | Animateur spécial (du 1er au 7 août)                            |

## Filmographie

### Dramas
- 2015 : The Producers : Anti-fan de Cindy[56]

### Émissions
- 2001 : Show! Lucky Train
- 2012 : Superstar K4
- 2012 : Superstar K4 Backstage
- 2012 : Beatles Code Season 2
- 2012 : Superstar K4 Top 12 Talk Concert
- 2012 : Live Talk Show Taxi
- 2012-2013 : Superstar K4ever Special Track
- 2013 : Yoon Do-hyun's MUST
- 2013 : Turn to the King
- 2013 : Star Family Show Mamma Mia
- 2013 : Hello Counselor
- 2013 : The Age of Bands
- 2013 : Roy Kim's Love Love Love
- 2013 : Entertainment Weekly
- 2013 : You Hee-yeol's Sketchbook
- 2013 : Concert 7080
- 2013 : Open Concert
- 2014 : Connection 2014
- 2014 : I Live Alone
- 2014 : Somesing
- 2014 : First Day of Work
- 2014 : 2 Days & 1 Night
- 2014 : Hello Counselor
- 2014 : You Hee-yeol's Sketchbook
- 2014 : Open Concert
- 2014 : Magic Eye
- 2014 : Space Sympathy
- 2015 : You Hee-yeol's Sketchbook
- 2015 : Unique Entertainment News
- 2015 : 2 Days & 1 Night
- 2015 : K-Bap Star: Who's Your Mama?
- 2015 : Radio Star
- 2015 : Open Concert
- 2015 : Running Man
- 2015 : Hello Counselor
- 2015 : Two Yoo Project - Sugar Man
- 2015 : Concert 7080
- 2016 : Open Concert
- 2016 : Immortal Songs: Singing the Legend
- 2016 : EBS Space Sympathy
- 2016 : I Live Alone
- 2016 : King of Mask Singer
- 2016 : Wednesday Food Talk
- 2016 : Daddy and Me
- 2016 : People of Full Capacity
- 2016 : Enter-K
- 2016 : Problematic Men
- 2016 : Talents for Sale
- 2016 : You Hee-yeol's Sketchbook
- 2016 : Celebrity Bromance
- 2016 : Live Talk Show Taxi
- 2017 : 2 Days & 1 Night
- 2017 : Immortal Songs: Singing the Legend
- 2017 : I Can See Your Voice[57]
- 2017 : Please Take Care of My Refrigerator
- 2017 : Paik Jong-won's Three Great Emperors
- 2017 : Battle Trip
- 2017 : Happy Together
- 2017 : Hello Counselor
- 2017 : Immortal Songs: Singing the Legend

### Vidéoclips
- 2013 : The Day to Love de Lee Seung-chul

## Engagements humanitaires
(août 2021).
- 2015 : Girls' Education Campaign at KCON 2015 pour l'UNESCO/CJ E&M[58],[59]
- 2016 : The Happy Place of Sharing and Donation, G+Star Zone à Gangnam-gu, Séoul[60]